# Jugendländerturnier
Das Jugendländerturnier (JLT) ist ein jährlicher American-Football-Wettbewerb für die Nachwuchsauswahlmannschaften der Landesverbände des American Football Verbandes Deutschland (AFVD). Das Turnier findet in der Regel an einem Wochenende Ende Oktober statt. Es dient insbesondere auch zur Sichtung hinsichtlich der Nachwuchsnationalmannschaften des AFVD. 
Bis 2015 wurde der Länderpokal als U19-Turnier ausgespielt, seit 2016 für Spieler U17. Ebenfalls seit 2016 sind Spielgemeinschaften von kleineren Landesverbänden (weniger als zehn Mitgliedsvereine) zulässig. Zudem wird ein B-Turnier für schwächere Mannschaften ausgespielt.

## Mannschaften
- Baden-Württemberg Lions
- Bayern Warriors
- Berlin/Brandenburg Big East
- Hamburg Ham Jam
- Hessen Pride
- Niedersachsen Mustangs (ehemals auch Niedersachsen/Sachsen-Anhalt)
- Nord (Bremen)
- Nordrhein-Westfalen Green Machine
- Spielgemeinschaft Rheinland-Pfalz/Saarland Mad Dogs
- Spielgemeinschaft Sachsen/Sachsen-Anhalt/Thüringen Saxony Knights
- Schleswig-Holstein Sharks

## Turniere
| Jahr        | Ort       | Sieger              | Finalgegner                      | Ergebnis Finale | MVP              |
| ----------- | --------- | ------------------- | -------------------------------- | --------------- | ---------------- |
| 1995        | Berlin    | Berlin              | Nordrhein-Westfalen              | 19:0            |                  |
| 1996        | Berlin    | Berlin              | Nordrhein-Westfalen              | 21:20           |                  |
| 1997        | Berlin    | Berlin              | Hamburg                          | 34:0            |                  |
| 1998        | Berlin    | Nordrhein-Westfalen | Hamburg                          | 24:21           |                  |
| 1999        | Berlin    | Hamburg             | Nordrhein-Westfalen              | 18:14           |                  |
| 2000        | Berlin    | Hamburg             | Hessen                           | 41:26           |                  |
| 2001        | Berlin    | Hessen              | Berlin                           | 16:3            |                  |
| 2002        | Berlin    | Hessen              | Berlin                           | 29:8            | Danny Washington |
| 2003        | Berlin    | Baden-Württemberg   | Bayern                           | 7:0             |                  |
| 2004        | Berlin    | Berlin/Brandenburg  | Baden-Württemberg                | 34:14           | Kasim Edebali    |
| 2005        | Berlin    | Nordrhein-Westfalen | Hamburg                          | 49:0            | Björn Werner     |
| 2006        | Berlin    | Berlin/Brandenburg  | Nordrhein-Westfalen              | 25:06           |                  |
| 2007        | Berlin    | Nordrhein-Westfalen | Baden-Württemberg                | 16:13           |                  |
| 2008        | Berlin    | Nordrhein-Westfalen | Baden-Württemberg                | 20:14           |                  |
| 2009        | Hamm      | Nordrhein-Westfalen |                                  |                 |                  |
| 2010        | Hamm      | Baden-Württemberg   |                                  |                 | Marco Ehrenfried |
| 2011        | Hamm      | Nordrhein-Westfalen | Baden-Württemberg                | 19:17           |                  |
| 2012        | Hamburg   | Nordrhein-Westfalen | Baden-Württemberg                | 17:0            |                  |
| 2013        | Hamburg   | Bayern              | Baden-Württemberg                | 09:06           |                  |
| 2014        | Stuttgart | Baden-Württemberg   | Bayern                           | 32:29           |                  |
| 2015        | Stuttgart | Baden-Württemberg   | Bayern                           | 18:10           |                  |
| U17-Turnier |           |                     |                                  |                 |                  |
| 2016        | Solingen  | Nordrhein-Westfalen | Bayern                           | 19:0            |                  |
| 2017        | Solingen  | Niedersachsen       | Baden-Württemberg                | 28:16           |                  |
| 2018        | Oldenburg | Baden-Württemberg   | Nordrhein-Westfalen              | 35:13           |                  |
| 2019        | Oldenburg | Nordrhein-Westfalen | Bayern                           | 22:08           |                  |
| 2020        | Solingen  | ausgefallen         | ausgefallen                      | ausgefallen     | ausgefallen      |
| 2021        | Dresden   | Nordrhein-Westfalen | Sachsen/Sachsen-Anhalt/Thüringen | (09:00) *       |                  |
| 2022        | Mannheim  | Nordrhein-Westfalen | Baden-Württemberg                | 10:03           |                  |
| 2023        | Berlin    | Nordrhein-Westfalen | Bayern                           | 30:0            |                  |
| 2024        | Augsburg  | Bayern              | Niedersachsen                    | 19:7            |                  |

## Statistik
| Pl. | Mannschaft                 | Siege |
| --- | -------------------------- | ----- |
| 1.  | Nordrhein-Westfalen        | 12    |
| 2.  | Berlin, Berlin/Brandenburg | 5     |
| 3.  | Baden-Württemberg          | 4     |
| 4.  | Hamburg                    | 2     |
| 4.  | Hessen                     | 2     |
| 6.  | Bayern                     | 2     |
| 6.  | Niedersachsen              | 1     |